# Die Freundin
Die Freundin (La amiga: revista semanal para la amistad ideal entre mujeres) fue una popular revista lésbica de la República de Weimar, publicada de 1924 a 1933. Se publicaba en Berlín, la capital de Alemania, por el damenklub (literalmente «club de damas», correspondiente a un bar o club lésbico) Violetta y patrocinado por el Bund für Menschenrecht («Liga por los Derechos Humanos» o «Federación por los Derechos Humanos»), una organización homosexual que llegó a tener 48 000 miembros en la década de 1920.
La revista, junto con otras revistas lésbicas de la época como Frauenliebe («Amor de mujeres») y Ledige Frauen («Mujeres solteras»), tenían una línea editorial en parte educativa, en parte política, y eran asimilables a la cultura local. Die Freundin publicaba historias y novelas cortas. La revista también publicaba anuncios sobre lugares de ambiente lésbico y anuncios personales para conocer a otras lesbianas. Los grupos de mujeres relacionados con el Bund für Menschenrecht y Die Freundin ofrecían actos culturales, como lecturas, actuaciones y discusiones, que eran una alternativa a la cultura de los bares. La revista era crítica con el tipo de mujeres que consideraba «atendían sólo al placer» , con un artículo de 1929 exhortando a las mujeres «No vayas a divertirte mientras miles de nuestras hermanas se afligen en sus vidas en desesperación sombría».
Die Freundin, junto con todas las demás revistas para homosexuales, fue cerrada por los nazis tras su subida al poder en 1933. Pero ya antes de la llegada al gobierno de los nazis, la revista había tenido problemas en la República de Weimar. De 1928 a 1929 la revista fue cerrada por el gobierno bajo una ley que supuestamente protegía a la juventud de literatura «de ínfima calidad y obscena». Durante esos años, la revista se publicó bajo el nombre Ledige Frauen («Mujeres solteras»).